# (2585) Irpedina
(2585) Irpedina (1979 OJ15; 1930 SX; 1932 EL; 1951 EM2; 1964 RJ; 1968 UM3; 1970 EP2; 1970 FC; 1972 XN1) ist ein ungefähr sechs Kilometer großer Asteroid des inneren Hauptgürtels, der am 21. Juli 1979 vom russischen (damals: Sowjetunion) Astronomen Nikolai Stepanowitsch Tschernych am Krim-Observatorium (Zweigstelle Nautschnyj) auf der Halbinsel Krim (IAU-Code 095) entdeckt wurde.

## Benennung
(2585) Irpedina wurde nach dem Irkutsk Pedagogical Institute in Irkutsk benannt. Nach Irkutsk wurde der Asteroid (3224) Irkutsk benannt. Der Name ist Mitschülern des Entdeckers Nikolai Stepanowitsch Tschernych gewidmet.